# Gan Teik Chai
James Gan Teik Chai (* 5. Februar 1983 in Kedah, Malaysia; † 5. August 2023) war ein malaysischer Badmintonspieler.

## Karriere
Gan Teik Chai siegte 2004 bei den French Open im Herrendoppel mit Koo Kien Keat. Ein Jahr später belegte er Platz 3 bei den Thailand Open. Bei den Südostasienspielen 2007 konnte er sich ebenfalls Bronze erkämpfen. Die Australian Open 2009 konnte er für sich entscheiden.

## Sportliche Erfolge
| Saison | Veranstaltung           | Disziplin    | Platz | Name                                   |
| ------ | ----------------------- | ------------ | ----- | -------------------------------------- |
| 2004   | French Open             | Herrendoppel | 1     | Gan Teik Chai / Koo Kien Keat          |
| 2005   | Thailand Open           | Herrendoppel | 3     | Gan Teik Chai / Zakry Abdul Latif      |
| 2005   | Malaysia International  | Herrendoppel | 1     | Gan Teik Chai / Mohd Zakry Abdul Latif |
| 2005   | Malaysia International  | Mixed        | 1     | Gan Teik Chai / Fong Chew Yen          |
| 2007   | Südostasienspiele       | Herrendoppel | 3     | Gan Teik Chai / Lin Woon Fui           |
| 2009   | Australian Open         | Herrendoppel | 1     | Gan Teik Chai / Tan Bin Shen           |
| 2012   | Mauritius International | Herrendoppel | 1     | Gan Teik Chai / Ong Soon Hock          |
| 2012   | Argentina International | Herrendoppel | 1     | Gan Teik Chai / Ong Soon Hock          |
| 2012   | Brazil International    | Herrendoppel | 1     | Gan Teik Chai / Ong Soon Hock          |